# نسترن (نرم‌افزار)
نرم‌افزار نسترن (به انگلیسی: MSC NASTRAN) یکی از قدرتمندترین نرم‌افزارهای مهندسی به کمک رایانه در زمینه روش اجزاء محدود (FEM) می‌باشد. این نرم‌افزار محصول شرکت MSC Software است.
نسترن یک نرم‌افزار مهندسی چند منظوره با بیش از یک میلیون خط برنامه فرترن و دارای توانایی حل محدوده وسیعی از مسائل است. این برنامه در ابتدا در سال ۱۹۶۶ تحت حمایت سازمان ناسا برنامه‌ریزی گردید و سپس توسط شرکت (MacNeal-Schwendler Corporation) گسترش داده شد.
به همین جهت نام نرم‌افزار نسترن برگرفته از حروف اول کلمات (NASA STRucture ANalysis) است.
مدولهای به کار رفته در این نرم‌افزار مجموعه‌ای از برنامه‌ها را شامل می‌شود که مربوط به پردازش هندسه، اسمبل کردن ماتریس‌ها، اعمال شرایط مرزی، حل ماتریسها، محاسبه مقادیر خروجی و ... می‌باشند.
تحلیل استاتیکی خطی و غیر خطی، آنالیز مدهای ارتعاشی و پاسخ فرکانسی سیستم، کمانش ستونها، تحلیل انتقال حرارت پایدار خطی و غیر خطی ، انتقال حرارت گذرا، تحلیل آکوستیک و آیروالاستیسیته از قابلیت‌های تحلیلی این نرم‌افزار به شمار می‌روند.

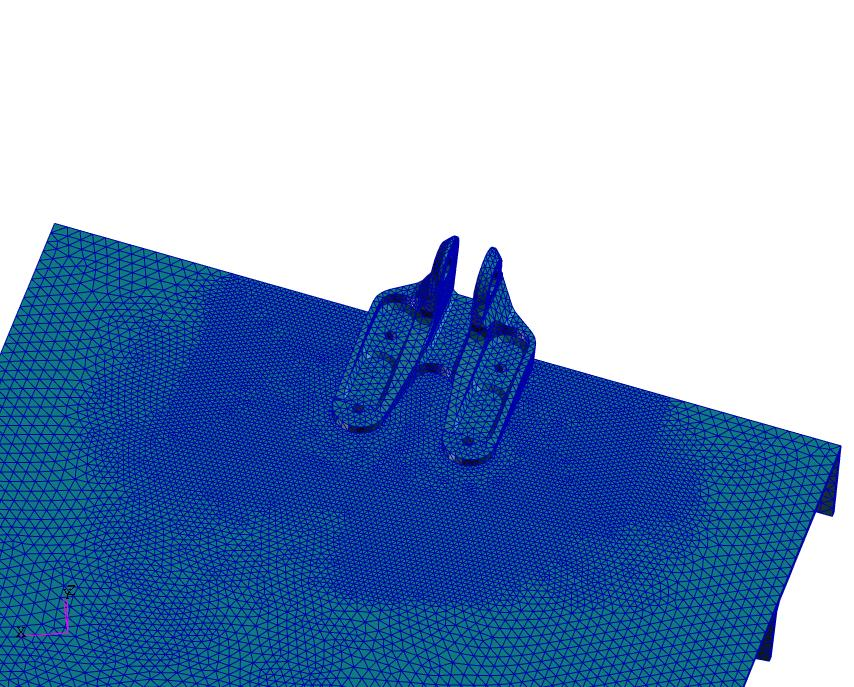
تصویری از نتایج خروجی نرم‌افزار نسترن

این شرکت بعد از خریداری نرم‌افزار Working Model 3D از شرکت Knowledge Revolution در سال ۱۹۹۹ در زمینه تحلیل مسائل دینامیکی و آنالیز مکانیزم‌ها (MBD)، با افزودن امکانات مدل سازی و تحلیل‌های اجزاء محدود (FEA) نرم‌افزار Working Model 4D که همان نرم‌افزار Visual Nastran 4D است را ارائه داد. نرم‌افزار Visual Nastran 4D تا سال ۲۰۰۴ عرضه شد و بعد از آن ویرایش جدیدی ارائه نشده است. شرکت MacNeal-Schwendler Corporation به جای نرم‌افزار Visual Nastran 4D نرم‌افزار ADAMS را توسعه داد.

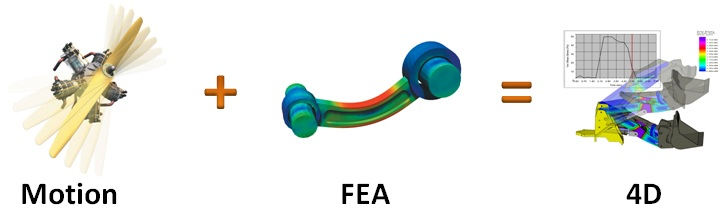
مفهوم 4D

نرم‌افزار working model در سال ۲۰۰۵ به شرکت Design Simulation Technologies فروخته شد.

## ساختار نرم‌افزار
گروه نرم‌افزاری نسترن به قسمتهای زیر تقسیم می‌شود:
- NASTRAN: حلال (solver)
- PATRAN: پیش‌پردازنده و پس پردازنده (pre/post processor)